# Kalle Westerdahl
Kalle Fredrik Åke Sture Westerdahl (nacido el 4 de agosto de 1966 en Askim, Gotemburgo) es un actor sueco. Ha presentado su monólogo Man i djungeln.

## Filmografía escogida
- 1988 - Xerxes (TV)
- 1993 - Allis med is (TV)
- 1994 - Bert (TV)
- 1994 - Sommarmord
- 1994 - Rapport till himlen (TV)
- 2000 - Pistvakt – En vintersaga (TV)
- 2000 - I väntan på bruden
- 2001 - Om inte
- 2004 - Kyrkogårdsön
- 2004 - Falla vackert
- 2007 - En riktig jul (TV)
- 2008 - Allt flyter
- 2009 - Wallander – Tjuven